# ВЕЦ „Левски“
Вижте пояснителната страница за други значения на Левски.
Левски е деривационна водноелектрическа централа на Стара река, на южния склон на Стара планина.
Централата се намира в близост до Карловския водопад. След като се използва водния отток за производство на електроенергия, водата се подава за питейни нужди на Карлово.
Проектът на централата е на строителния инженер Д. Хр. Павлов. Строителството се извършва от фирма „Релла и Неффе“. Централата е пусната в експлоатация на 26 декември 1926 г. Оборудвана с една хидрогрупа с мощност 1000 kW. Открита е тържествено от цар Борис III. В 1930 г. е пусната в експлоатация втора хидрогрупа с мощност на генератора 490 kW. През 1948 г. се осъществява паралелна връзка с ВЕЦ „Въча“. През 1951 г. по проект на „Енергопроект“ ВЕЦ „Левски“ е разширена с хидрогрупа с мощност на генератора 3000 kW.
Централата разполага с три турбини с инсталирана мощност 3200 kW, като средногодишното производство възлиза на 10 гигаватчаса. Максималното водно количество е 1,5 m3/s. Падът на водата е 350 m.

## Галерия
- Напорен тръбопровод
- ВЕЦ Левски